# 술과 장미의 나날
《술과 장미의 나날》(영어: Days of Wine and Roses)은 1962년 개봉한 미국의 드라마 영화이다. 블레이크 에드워즈가 감독을 맡았으며, JP 밀러의 동명 텔레비전 희곡이 영화의 원작이다. 2018년 미국 국립영화등기부에 등재되었다.

## 출연

### 주연
- 잭 레먼
- 리 레믹

### 조연
- 찰스 빅포드
- 잭 클러그먼
- 앨런 휴윗
- 맥신 스튜어트
- 잭 알버트슨
- 켄 린치
- 톰 팰머
- 데비 메고완

## 기타
- 미술: 조셉 C. 라이트
- 의상: 돈펠드